# Маханько, Валентина Павловна
Валентина Павловна Маханько (27 февраля 1931, Нашково, Западная область — 11 марта 2020, Днепр) — советская рабочая. Герой Социалистического Труда (1971).

## Биография
Валентина Маханько родилась 27 февраля 1931 года в деревне Нашково Сухиничского района Западной области (сейчас в Калужской области).
В 1947 году окончила семилетнюю школу, после чего работала в колхозе.
В 1951 году переехала в город Щёкино Тульской области, где трудилась разнорабочей в строительном управлении треста «Тулажилстрой».
В 1952 году перебралась в Москву. Работала на Кунцевском механическом заводе.
В 1953 году Министерство вооружения СССР направило Маханько на работу в Днепропетровск на новое закрытое предприятие почтовый ящик № 192 (позже Днепропетровский машиностроительный завод). Работала бригадиром сборочного цеха. Постоянно перевыполняла плановые задания, сменные задания выполняла на 180—190%, была активным рационализатором производства. Благодаря высокому качеству продукции получила право работать с личным клеймом. Занималась наставничеством, обучила более 50 молодых заводчанок работать по своей специальности.
26 апреля 1971 года Указом Президиума Верховного Совета СССР за выдающиеся заслуги в выполнении заданий пятилетнего плана удостоена звания Героя Социалистического Труда с вручением ордена Ленина и золотой медали «Серп и Молот».
Работала в том же заводском цеху до 1986 года, когда вышла на пенсию.
Была депутатом районного Совета депутатов трудящихся, членом районного комитета КПУ. В 1971 году была делегатом XXIV съезда КПСС.
Жила в Днепропетровске (сейчас Днепр).
Умерла 11 марта 2020 года.
Награждена медалями.